# アナーポス

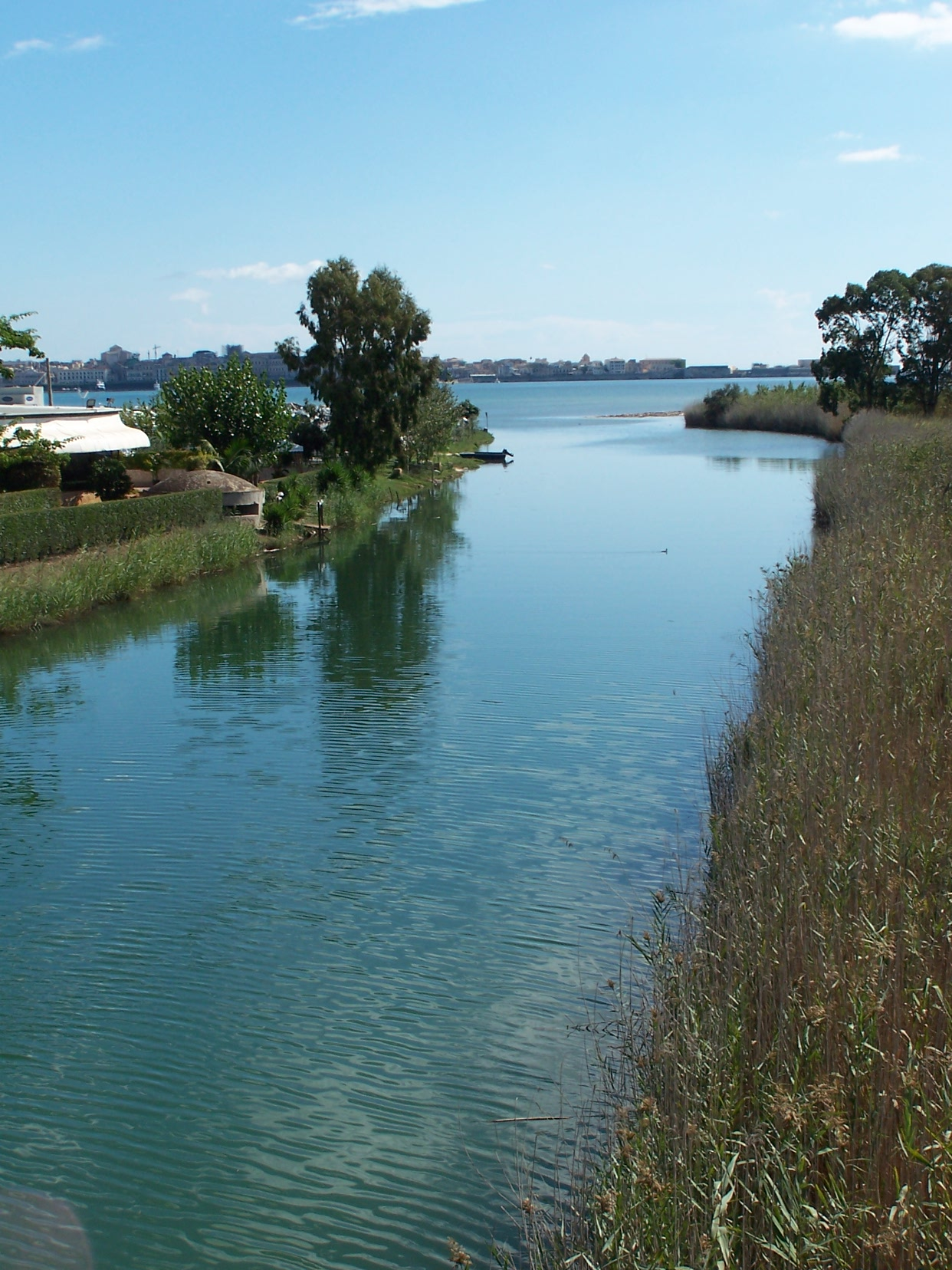
現在のアナポス川。

アナーポス（古希: Άναπος, Anāpos）は、ギリシア神話の神である。長母音を省略してアナポスとも表記される。シケリア島の東部を流れるアナーポス川の河神。オウィディウスの『変身物語』ではニュムペーのキュアネーの恋人と述べられている。